# Nancy Wexler
Nancy Wexler (Washington, 19 de julio de 1945) es una genetista estadounidense conocida por el descubrimiento de la localización del gen que causa la enfermedad de Huntington, que afecta al cerebro.

## Trayectoria
Doctora en Psicología Clínica por la Universidad de Míchigan (1974). Desde los años 70, Wexler trabajó en la búsqueda de la cura de la enfermedad de Huntington que había afectado a su madre. A través de la Fundación de Enfermedades Hereditarias conoció la aldea venezolana de San Luis, situada en una parte de Venezuela donde la enfermedad de Huntington es muy frecuente. Allí lideró un equipo de investigación que recogió miles de muestras de sangre que llevaron al descubrimiento de un marcador de ADN para la enfermedad de Huntington en 1983, del gen de la enfermedad en 1993 y posteriormente de una prueba diagnóstica. Trabaja en la Universidad de Columbia en Neuropsicología en el Departamento de Psiquiatría. Presidenta de la Fundación de Enfermedades Hereditarias (Hereditary Disease Foundation).

## Obras
Entre sus publicaciones destacadas se encuentran:
- 1983 – A Polymorphic DNA Marker Genetically Linked to Huntington's Disease. Nature.
- 1993 – A Novel Gene Containing a Trinucleotide Repeat That is Expanded and Unstable on Huntington's Disease Chromosomes. Cell.
- 2004 – Venezuelan kindreds reveal that genetic and environmental factors modulate Huntington's disease age of onset. Proceedings of the National Academy of Sciences.
- 2006 – The relationship between CAG repeat length and age of onset differs for Huntington's disease patients with juvenile onset or adult onset. Annals of Human Genetics.
- 2008 – Genomewide linkage scan reveals novel loci modifying age of onset of Huntington's disease in the Venezuelan HD kindreds.Genetic Epidemiology

## Premios y reconocimientos
- Premio Albert Lasker por servicio público en 1993.[4]
- Medalla Benjamin Franklin 2007 en Ciencias de la Vida.[4]
- Socia honorífica de la Academia de las Ciencias de Nueva York.[4]
- Miembro de la Academia Americana de las Artes y las Ciencias.[4]
- Miembro del Consejo del Instituto de Medicina, de la Academia Nacional de las Ciencias.[4]